# Yuanmoupithecus
Yuanmoupithecus — це вимерлий рід гібонів, який жив 8.2–7.1 мільйона років тому в пізньому міоцені. Наразі це найстаріший відомий гібон. Він був виявлений в Юаньмоу, провінція Юньнань, Китай. Типовим видом є Y. xiaoyuan.